# Ready Player One (película)
Ready Player One (titulada Ready Player One: Comienza el juego en Hispanoamérica) es una película estadounidense de acción y ciencia ficción de 2018, producida y dirigida por Steven Spielberg, escrita por Zak Penn y Ernest Cline y basada en la novela homónima de Cline. La película está protagonizada por Tye Sheridan, Olivia Cooke, Ben Mendelsohn, T. J. Miller, Simon Pegg y Mark Rylance.
La película recibió críticas generalmente positivas, con elogios a sus imágenes y ritmo rápido, señalando que mejora sobre el libro, pero criticaron la falta de desarrollo de los personajes y la visión "sorprendentemente genial" de los fanáticos de la cultura pop.
Nominada al Óscar a Los Mejores Efectos Visuales.

## Sinopsis
La historia sigue los pasos del joven Wade Owen Watts, un jugador de videojuegos del año 2045 que, como el resto de la humanidad, prefiere el metauniverso de realidad virtual OASIS al cada vez más sombrío mundo real. En este lugar su creador escondió las piezas de un rompecabezas cuya resolución conduce a una fortuna de medio billón de dólares y el control total de la empresa que mantiene OASIS. Las claves del enigma están basadas en la cultura popular de los años 80 y la vida del creador. Durante años, millones de humanos han intentado dar con ellas, sin éxito. Wade logra resolver el primer rompecabezas del premio, y, a partir de ese momento, debe competir contra miles de jugadores y una empresa rival para conseguir el trofeo que es un huevo de Pascua.

## Argumento
En el año distópico del 2045, las personas buscan escapar de la realidad a través del universo de entretenimiento de realidad virtual llamado OASIS (Ontologically Anthropocentric Sensory Immersive Simulation en inglés), creado por James Halliday y Ogden Morrow de Gregarious Games. Después de la muerte de Halliday, un mensaje pregrabado dejado por su avatar Anorak anuncia un juego, otorgando la propiedad del OASIS al primero en encontrar el huevo de Pascua dorado dentro de ella, que se desbloquea detrás de una puerta que requiere tres llaves que los jugadores pueden obtener al completar tres retos. El concurso ha atraído a varios "Gunters" (cazadores de huevos) y el interés de Nolan Sorrento, el CEO de Innovative Online Industries (IOI) que busca controlar el propio OASIS mediante la inserción de publicidad intrusiva en línea. IOI utiliza un ejército de sirvientes contratados y empleados llamados "Sixers" para encontrar el huevo.
Parzival, el avatar del adolescente huérfano Wade Watts, un ávido Gunter, participa en el primer desafío en una carrera imbatible, junto con su mejor amigo Hache y Art3mis, un avatar femenino del que Parzival está enamorado . Parzival visita regularmente a los Diarios de Halliday, una serie de archivos simulados de la vida y pasatiempos de Halliday, dirigido por el Conservador. Cuando descubre una pista del primer desafío, Parzival recibe la llave de cobre de Anorak después de que gana conduciendo en reversa, mientras que Art3mis, Hache y sus amigos Daito y Sho ganan la carrera momentos después y luego se les nombra colectivamente High-5 en el marcador de OASIS.
Sorrento le pide al mercenario i-R0k que conozca la verdadera identidad de Parzival, con la intención de sobornarlo para ganar el concurso en nombre de IOI. Parzival y Art3mis descubren en los Diarios que Halliday una vez salió con la esposa de Morrow, Karen "Kira" Underwood. Wade y Art3mis visitan el club nocturno Distracted Globe para buscar pistas, donde Parzival le confiesa su amor y verdadero nombre a Art3mis. Sobreviven a una redada de IOI en la que Art3mis abandona a Wade y le explica que su padre murió endeudado con IOI. i-R0k, que estaba escuchando a escondidas su conversación, informa a Sorrento de sus hallazgos. Sorrento contacta a Wade con su oferta, pero cuando es rechazado, Sorrento intenta deshacerse de Wade bombardeando su casa, matando a su tía Alice y su novio Rick, entre otros. La jugadora de Art3mis, Samantha Cook, acepta a Wade. Juntos, se dan cuenta de que el segundo desafío se relaciona con el arrepentimiento de Halliday por no tener una relación con Kira. Junto con Hache, Daito y Sho, Parzival y Art3mis buscan la recreación del Hotel Overlook de la película El resplandor de Stanley Kubrick. Art3mis invita a Kira a bailar y gana la llave de jade. La subordinada de Sorrento, F'Nale Zandor, irrumpe en el escondite de los Gunters y lleva a Samantha a un Centro de Lealtad de IOI para pagar la deuda de su padre, mientras que Wade escapa con la ayuda de los otros usuarios de High-5, Helen Harris (Hache), Toshiro (Daito) y Akihide (Sho) en la camioneta de Helen. Samantha escapa del encierro después de que Hache y Parzival piratean la plataforma OASIS de Sorrento.
El tercer desafío se encuentra en castillo de Anorak en el Planeta Doom, donde los jugadores deben adivinar el juego Atari 2600 favorito de Halliday para ganar la llave de cristal. i-R0k coloca un campo de fuerza alrededor del castillo usando el Orbe de Osuvox, pero Art3mis pronto lo desactiva. Los High-5 lideran un ejército de jugadores del OASIS contra las fuerzas de IOI. Parzival mata al avatar de Samantha, lo que le permite huir de IOI con los High-5 recogiéndola cerca. Parzival y Sorrento luchan en el OASIS hasta que este último detona la bomba Cataclizador, acabando con todos los avatares del Planeta Doom, incluido él mismo. Parzival sobrevive usando una moneda de vida extra que le dio antes el Curador en una apuesta. Él juega Adventure, ganando la llave de cristal al localizar el huevo de Pascua de Warren Robinett. Utiliza las tres llaves para entrar en una sala del tesoro, donde Anorak le ofrece un contrato para firmar. Mientras lo hace, Parzival reconoce como el que firmó Morrow cuando Halliday lo obligó a salir de Gregarious Games y se niega a firmarlo (ya que no piensa cometer el mismo error que Morrow). Anorak se transforma en Halliday, quien expresa sus arrepentimientos en la vida y le otorga a Parzival el huevo de Pascua.
Morrow aparece en el lugar, que revela que él es el Curador. Wade decide dirigir el OASIS con los High-5 e invita a Morrow a unirse a ellos como consultor. Después de que Aech envía a la policía una copia de Sorento confesando el atentado, él y F'Nale son arrestados. A medida que se cierran los Centros de Lealtad de IOI, los High-5 toman la controvertida decisión de cerrar el OASIS todos los martes y jueves para que las personas pasen más tiempo en el mundo real, incluidos Wade y Samantha, quienes comienzan una relación.

## Reparto
- Tye Sheridan como Wade Owen Watts / Parzival[13]
- Olivia Cooke como Samantha Evelyn Cook / Art3mis[14]
- Mark Rylance como James Donovan Halliday / Anorak[15]
- Ben Mendelsohn como Nolan Sorrento[16]
- Simon Pegg como Ogden Morrow / Curador[17]
- Lena Waithe como Hache / Helen Harris[18]
- Win Morisaki como Toshiro Yoshiaki / Daito[19]
- Philip Zhao como Zhou / Shō[20]
- T. J. Miller como i-R0k[21]
- Hannah John-Kamen como F'Nale Zandor
- Ralph Ineson como Rick[22]
- Letitia Wright como Reb

## Producción
El 18 de junio de 2010, se anunció que Warner Bros. y De Line Pictures habían ganado la subasta de Paramount Pictures, 20th Century Fox y Temple Hill Entertainment sobre los derechos cinematográficos de la novela de ciencia ficción Ready Player One de Ernest Cline, que aún no se había publicado. Cline fue llamado a escribir el guion de la película, que producirían Donald De Line y Dan Farah. El 13 de enero de 2012, Warner Bros. fichó a Eric Eason para reescribir el guion de Cline. El guionista Zak Penn fue contratado el 23 de junio de 2014 para reescribir a su vez los borradores anteriores de Cline y Eason, mientras que Village Roadshow Pictures se unió para cofinanciar y coproducir la película junto a Warner Bros. Steven Spielberg firmó para dirigir y producir la adaptación, que sería producida a su vez por Kristie Macosko Krieger junto a Line y Farah.

### Casting

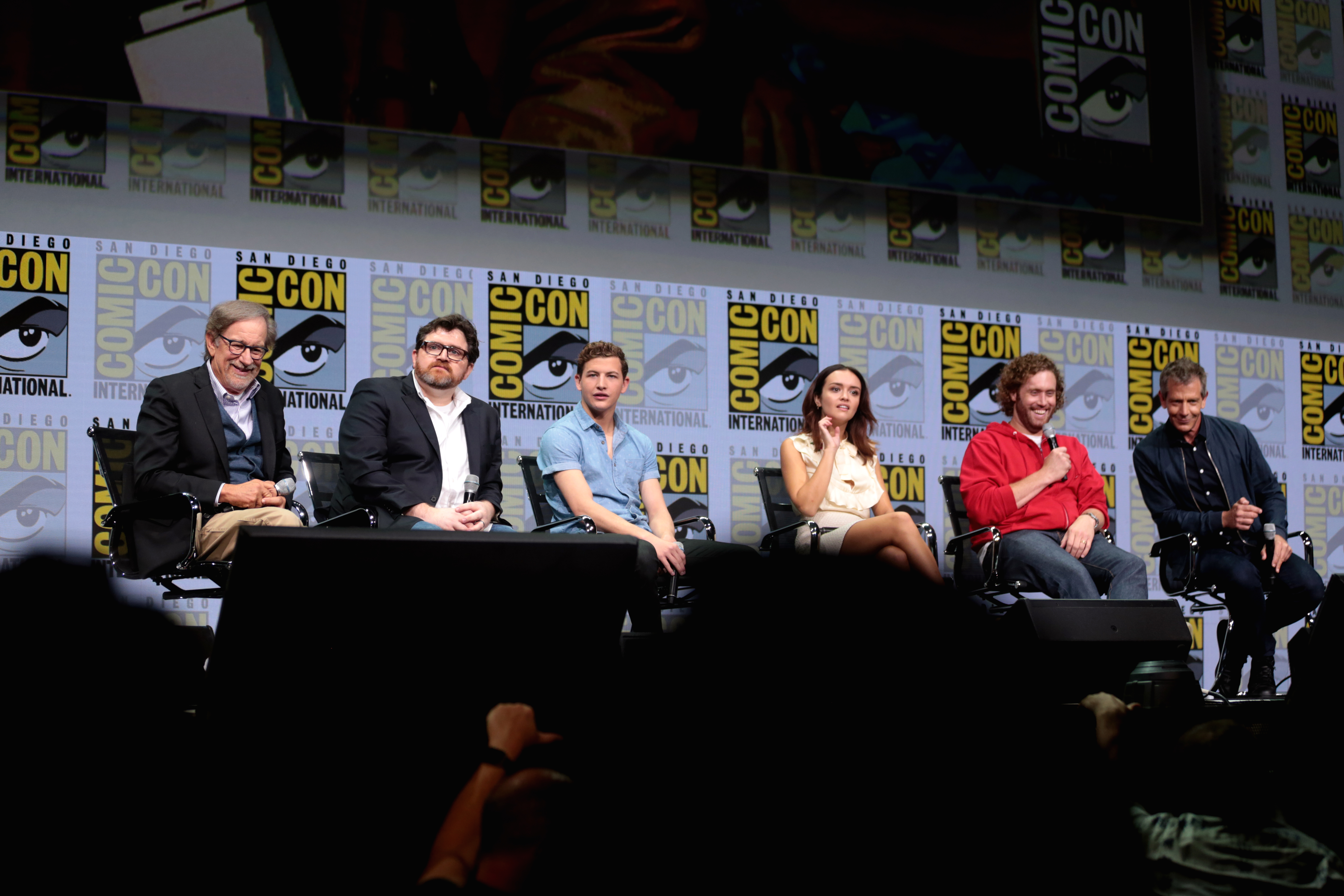
Steven Spielberg y Ernest Cline con el resto del elenco de Ready Player One en la Convención Internacional de Cómics de San Diego de 2017.

El 1 de septiembre de 2015, el sitio web The Wrap informó que tres actrices eran candidatas para el papel de Art3mis, siendo estas Elle Fanning, Olivia Cooke y Lola Kirke. El 11 de septiembre de 2015, The Hollywood Reporter confirmó que Cooke había sido seleccionada para el papel femenino principal. El 6 de enero de 2016, Ben Mendelsohn fue contratado en la película para interpretar el papel de villano, como el ejecutivo de una empresa de Internet que cuenta con diseños de Oasis. Por su parte, Tye Sheridan fue confirmado para el papel principal de Wade a finales de febrero de 2016. A mediados de marzo de 2016, Simon Pegg inició las conversaciones finales para formar parte del elenco en el papel de Ogden Morrow, el cocreador de Oasis. En junio del mismo año, se anunció que Mark Rylance se había unido al reparto como James Halliday, el creador de Oasis. El 1 de junio de 2016, T. J. Miller fue contratado para interpretar a un jugador en línea anónimo con nombre de usuario i-R0k, quien se desempeña como mercenario. El 24 de junio de 2016, Hannah John-Kamen fue incluida en la película para un papel secundario inespecífico, luego revelado como F'Nale Zandor, líder del ejército conocido como "sixers". El 5 de junio de 2016, Variety informó que el cantante y actor japonés Win Morisaki interpretaría a Toshiro Yoshiaki, también conocido como Daito.

### Rodaje
La producción fue programada para comenzar en julio de 2016. El guionista Zak Penn tuiteó el 1 de julio de 2016 que la primera semana de rodaje había sido completada. En agosto y septiembre de 2016, el rodaje tuvo lugar en las áreas de Digbeth y Jewellery Quarter, en Birmingham, Inglaterra, para un escenario ubicado en un distópico y sucio Ohio.